# Assedio di Ravenna (539-540)
L'assedio di Ravenna fu uno degli episodi principali della guerra gotica.

## Antefatti
Giustiniano I, Imperatore romano d'Oriente, intenzionato a recuperare i territori occidentali dell'Impero finiti da più di mezzo secolo in mano ai barbari, decise di ristabilire il dominio imperiale in Italia, estintosi nel 476 con la deposizione dell'ultimo imperatore d'Occidente Romolo Augusto. Nel 535 aggredì, dunque, il regno degli Ostrogoti, che si estendeva su Italia, Provenza, Norico, Dalmazia e Pannonia, affidando la riconquista al generale Belisario, che venne nominato strategos autokrator (generalissimo).
Belisario in breve tempo conquistò la Sicilia e l'Italia meridionale, compresa Roma, ma la controffensiva gota sotto il loro nuovo re Vitige non tardò ad arrivare: essi assediarono Roma, dove si era rinserrato l'esercito di Belisario, per più di un anno (537-538) senza però riuscire a riconquistare la città eterna.
Le operazioni subirono un rallentamento a causa dell'arrivo in Italia del generale Narsete, che disunì l'esercito, ma alla fine del 539 Belisario, sottomessa l'Italia a sud del Po, poté porre assedio alla città di Ravenna, dove si era rifugiato Vitige.

## Assedio
Belisario, dopo aver portato a termine la conquista di Osimo, poté procedere ad assediare Ravenna. Mandò in avanguardia Magno con imponenti forze con l'ordine di occupare una riva del Po in modo da impedire l'introduzione dell'annona a Ravenna; con lo stesso fine Vitalio, giunto con truppe dalla Dalmazia, occupò l'opposta sponda del Po. In questo frangente la sorte era risultata favorevole agli assedianti, poiché i Goti avevano acquistato nella Liguria una grande quantità di palischermi, li avevano riempiti di grano e di altri commestibili ed era loro intenzioni introdurli a Ravenna lungo il Po ben prima dell'inizio dell'assedio; sennonché una secca del Po impedì ai Goti di introdurre il cibo nella città prima dell'inizio dell'assedio, e la città patì carenza di annona fin dal principio dell'assedio, a causa dell'impossibilità di introdurne dal seno ionico, poiché la flotta imperiale dominava i mari e deteneva il controllo anche del Po. I Franchi allora, volenterosi di unire l'Italia ai loro possedimenti, inviarono un'ambasceria a Vitige promettendogli un'alleanza militare in cambio della divisione del governo dell'Italia tra Goti e Franchi; ma Belisario, avvertitone, spedì anch'egli ambasciatori al re goto, per dissuaderlo dall'accettare le proposte dei Franchi. Gli ambasciatori di Belisario riuscirono a convincerlo a rifiutare le proposte dei Franchi, persuadendolo che di loro non ci fosse da fidarsi, viste anche le scorrerie dell'anno precedente in cui l'esercito franco, entrato in Italia fingendosi alleato dei Goti, li aveva aggrediti proditoriamente una volta attraversato il Po. Cominciarono quindi le negoziazioni tra Belisario e i Goti per raggiungere un accordo, mentre Belisario continuava a bloccare la città in modo da impedirvi l'introduzione di vettovaglie e ordinava a Vitalio di invadere la regione veneta per occuparla almeno in parte. Fece inoltre valicare il fiume a Ildigero e munì delle due ripe il fiume con il proposito che gli assediati, stretti dalla sempre più crescente mancanza di annona, si arrendessero alle condizioni da lui proposte. Belisario inoltre, avvertito che nei granai pubblici di Ravenna era depositato una grande quantità di frumento, corruppe con denaro alcuni dei cittadini in modo da incendiarlo, e correvano voci che dietro a questo incendio vi fosse la stessa regina dei Goti Matasunta; ma secondo altre voci l'incendio dei granai sarebbe stato cagionato dalla caduta di un fulmine, e non dal dolo di traditori. Comunque fossero andate le cose, i Goti furono privati di una considerevole fonte di cibo, e inoltre l'incendio provava o che non potessero più fidarsi di loro stessi (nell'ipotesi del dolo) o che non godevano del sostegno divino (nel caso l'incendio fosse stato effettivamente causato da un fulmine). Nel frattempo i Goti di stanza nelle Alpi Cozie, condotti da un certo Sisigi, si arresero agli Imperiali: Belisario inviò da loro un certo Tommaso per negoziare la resa. Nel frattempo Uraia marciava frettolosamente al soccorso di Ravenna con 4 000 guerrieri provenienti dalla Liguria e dalle fortezze alpine, ma quando essi vennero a sapere del tradimento dei soldati goti di guarnigione nelle fortezze delle Alpi Cozie vollero subito tornare indietro per combatterli e riprendere il controllo della regione assediando Sisigi e Tommaso. Giovanni e Martino, di stanza presso il Po, partirono immediatamente con tutti i loro soldati per le Alpi Cozie per soccorrerli, e assalite ed espugnate alcune delle rocche alpine, fecero prigionieri molti delle mogli e dei figli dei soldati stipendiati da Uraia. Quando i soldati di Uraia vennero sapere che i loro familiari erano stati fatti prigionieri da Giovanni fecero desistere il loro comandante da ogni ulteriore operazione militare sia nelle Alpi Cozie che in soccorso di Ravenna, costringendolo a ritirarsi nella Liguria. Nel frattempo, a causa dello stretto blocco operato da Belisario, a Ravenna gli assediati goti soffrivano la fame in misura sempre maggiore.
L'assedio si rivelò però difficile per la resistenza delle mura. Durante l'assedio poi arrivarono all'accampamento due senatori, Domnico e Massimino, inviati come ambasciatori da Giustiniano che informarono Belisario che l'Imperatore avrebbe concesso la pace ai Goti alle seguenti condizioni:
(Procopio, La Guerra Gotica, II, 29.)
Vitige e i Goti accettarono immediatamente le condizioni proposte. Quando gli ambasciatori tornarono nell'accampamento bizantino, tuttavia, Belisario rifiutò di ratificare il trattato, andando su tutte le furie; il generalissimo, infatti, era contrario alle condizioni proposte dall'Imperatore, essendo determinato a condurre Vitige in catene ai piedi di Giustiniano. Il rifiuto di Belisario insospettì Vitige, che cominciò a considerare l'ipotesi che le trattative fossero una trappola, e rifiutò di rispettare le condizioni del trattato se queste non fossero state ratificate da Belisario. Gli ambasciatori tornarono dunque da Belisario per spingerlo a firmare, e il generalissimo disse loro (secondo almeno la ricostruzione retorica di Procopio):
(Procopio, La Guerra Gotica, II, 29.)
Dopo aver detto ciò, tutti ad alta voce proclamarono ottime le imperiali determinazioni e, su richiesta di Belisario, le misero per iscritto.
Nel frattempo i Goti, oppressi dalla fame e scontenti del loro re Vitige, offrirono a Belisario di diventare Imperatore romano d'Occidente in cambio della sottomissione; Belisario finse di accettare l'offerta, non perché volesse usurpare il trono a danni di Giustiniano, ma per ottenere con l'astuzia la resa di Ravenna. Procopio narra che in questo frangente Belisario si rivolse agli ambasciatori di Giustiniano chiedendo loro se non fosse anche per loro un'impresa grande e meritevolissima di lunga fama la sottomissione di Vitige e dei Goti, l'impadronirsi di tutte le loro ricchezze, e la conquista dell'intera Italia; essi concordarono e lo pregarono di mettersi all'opera per raggiungere questi scopi. Belisario allora spedì alcuni dei suoi famigliari a Vitige e ad alcuni ottimati dei Goti pregandoli di mantenere la promessa. I Goti, oppressi dalla fame, inviarono allora messi all'accampamento di Belisario con l'ordine di non dire a nessuno del popolo per quale motivo vennero mandati all'accampamento, e, parlando con Belisario, accettarono la resa a condizione che non avrebbe per niente molestato i Goti e sarebbe diventato signore degli Italici e dei Goti. Belisario rassicurò che avrebbe mantenuto il giuramento, che disse avrebbe pronunciato a Ravenna alla presenza dello stesso Vitige e degli altri ottimati. Gli oratori allora lo esortarono ad entrare a Ravenna. Belisario allontanò allora da Ravenna i generali suoi subordinati Bessa, Giovanni, Arazio e Narsete, con cui non aveva buoni rapporti, con il pretesto di inviarli a raccogliere le necessarie provviste; essi obbedirono partendo con Atanasio prefetto del pretorio venuto da poco da Bisanzio. Dopodiché Belisario, con il resto dei suoi uomini, partì con gli ambasciatori alla volta di Ravenna, dopo aver imposto ai vascelli riempiti di grano e di altro di sbarcare a Classe, il porto cittadino. L'esercito di Belisario entrò a Ravenna, e Procopio riferisce che all'entrata le mogli dei Goti sputarono in faccia ai mariti, tacciandoli di vigliaccheria.
Belisario fece prigioniero Vitige, trattandolo tuttavia bene, e depredò il tesoro dei Goti, pur guardandosi bene dallo spogliare barbaro alcuno, e stando attento a far sì che l'intero esercito imitasse l'esempio suo. Dopo la caduta di Ravenna, molte guarnigioni gote spedirono ambasciatori a Belisario annunciando la loro resa; Belisario marciò allora per occupare Treviso e altre fortezze nella Venezia, ottenendo anche la resa di Cesena, l'unica città dell'Emilia ancora in mani nemiche.
Nel frattempo però alcuni generali calunniarono Belisario di fronte all'imperatore, accusandolo di volere usurpare la porpora, e Giustiniano, anche perché aveva bisogno di Belisario in Oriente contro i Persiani, lo richiamò a Costantinopoli. Belisario obbedì, deludendo i Goti ancora convinti che Belisario sarebbe diventato loro re. I Goti ancora in armi nell'Italia transpadana allora proposero a Pavia il trono a Uraia (figlio di una sorella di Vitige), che tuttavia declinò, con la motivazione che la parentela con il disprezzato Vitige gli avrebbe alienato il supporto dei Goti e della popolazione e procurato il disprezzo del nemico; lo stesso Uraia suggerì di eleggere re piuttosto Ildibaldo, che avrebbe potuto peraltro procurarsi una vantaggiosa alleanza con i Visigoti (il re visigoto Teudi era lo zio materno di Ildibaldo). Ildibaldo, che si trovava in quel momento a Verona, fu chiamato a Pavia e al suo arrivo fu eletto re. Il primo atto del nuovo re fu di inviare ambasciatori a Ravenna dove Belisario stava ultimando i preparativi per la partenza per l'Oriente. Gli ambasciatori goti, al cospetto di Belisario, lo rimproverarono per aver violato i patti, accusandolo inoltre di preferire la servitù (cioè rimanere al servizio di Giustiniano) al trono; gli assicurarono tuttavia che Ildibaldo era disposto a deporgli ai piedi la porpora e a riconoscerlo sovrano dei Goti e degli Italici. La risposta di Belisario fu che non avrebbe mai usurpato la porpora vivente Giustiniano, congedando gli ambasciatori. I Goti ancora in armi nell'Italia transpadana continuarono la resistenza armata contro i Bizantini. Nel frattempo Belisario, ritornato a Costantinopoli, fu accolto freddamente da Giustiniano, che non volle conferirgli l'onore del trionfo.
La guerra si concluse solo nel 553 con la vittoria bizantina.